# Philonotis rufiflora
Philonotis rufiflora là một loài rêu trong họ Bartramiaceae. Loài này được Hornsch. Reichardt mô tả khoa học đầu tiên năm 1870.